# 卢奇娜的圣老楞佐圣殿
盧奇娜的聖老楞佐聖殿（義大利語：或簡稱 義大利語：），是位於意大利罗马的一座古老的天主教本堂区圣堂、领衔堂以及次级圣殿，敬禮殉教者圣老楞佐。卢奇娜是这座教堂所在地的房主。

## 历史
教宗玛策禄一世在马克森提乌斯迫害期间曾藏身于此，而366年達瑪穌一世在此选出。该教堂被称为Titulus Lucinae，教宗西玛克在499年大会上提到这个事实。
自公元5世纪，每年4月25日形成一个传统，从卢奇娜的圣老楞佐圣殿游行到圣伯多禄大殿。

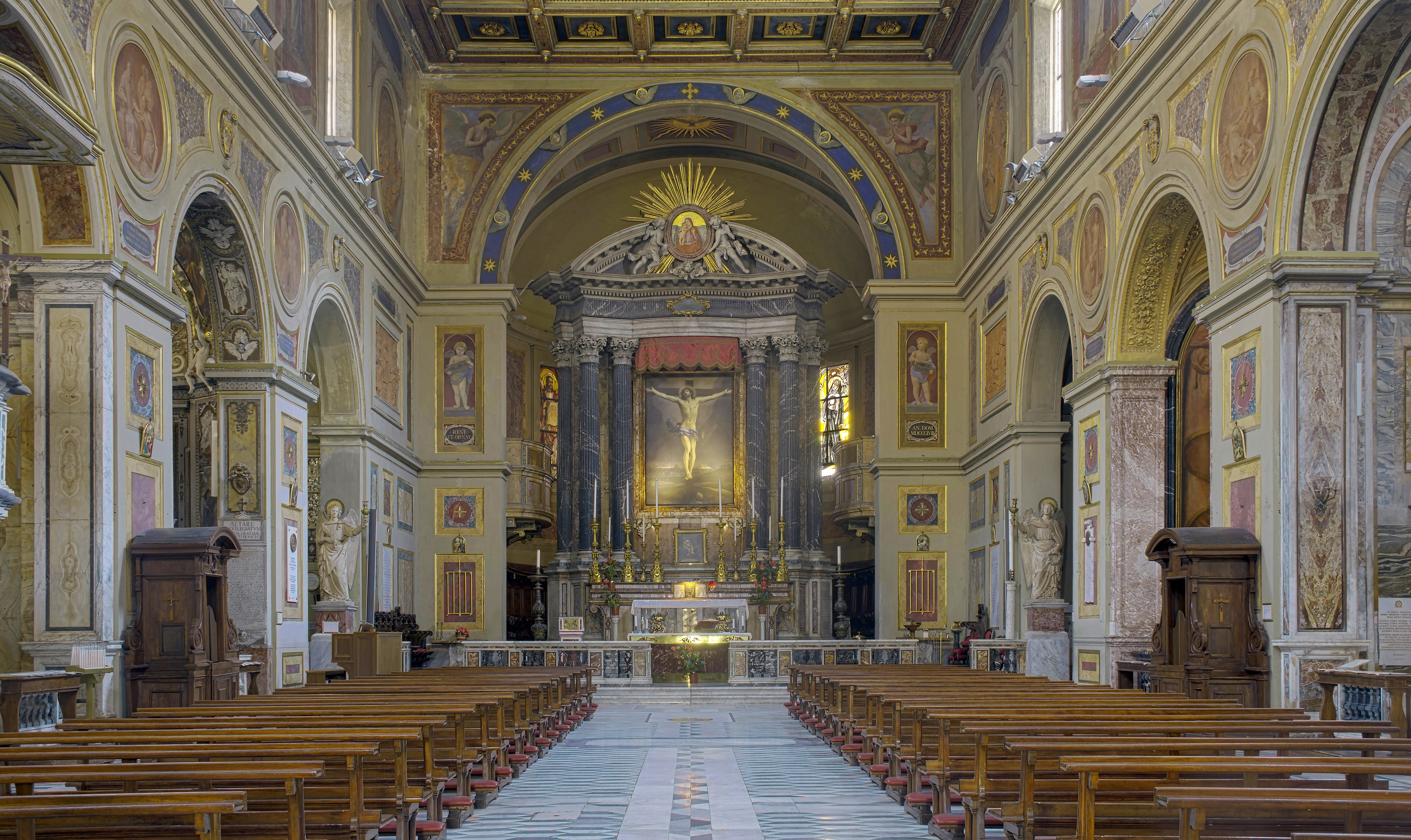
内部